# Jay O’Brien
James Jay „J.J.” O’Brien (ur. 22 lutego 1883 w Nowym Jorku, zm. 5 kwietnia 1940 w Palm Beach) – amerykański bobsleista, dwukrotny medalista olimpijski.

## Życiorys
W 1928 roku Jay O’Brien był szefem komisji bobslejowej, którą poproszono o wybranie składu amerykańskiej drużyny bobslejowej na igrzyska w Sankt Moritz. Oprócz siebie wybrał też Amerykanów przebywających w tym czasie wyłącznie w Europie.
O’Brien wystartował w piątkach i zdobył wraz z kolegami (Jennison Heaton, David Granger, Lyman Hine, Thomas Doe) srebrny medal, przegrywając tylko z rodakami – drugą osadą amerykańską. Cztery lata później osiągnął jeszcze większy sukces, kiedy to został mistrzem olimpijskim w czwórkach (wraz z Billym Fiskim, Eddiem Eaganem i Cliffordemem Grayem). W Sankt Moritz był najstarszym amerykańskim sportowcem biorącym udział w zawodach, zaś w Lake Placid drugim najstarszym amerykańskim olimpijczykiem (starszy był tylko Joseph Savage – łyżwiarz figurowy). Jay O’Brien jest najstarszym w historii amerykańskim medalistą zimowych igrzysk olimpijskich (w Lake Placid miał niemal 49 lat).
Po zakończeniu kariery był działaczem, pełniąc m.in. funkcję wiceprezesa Międzynarodowej Federacji Bobslei i Toboganu oraz przewodniczącego wydziału bobslejowego Amerykańskiego Komitetu Olimpijskiego.
„J.J.” był bankierem oraz pośrednikiem nieruchomości w Nowym Jorku i Palm Beach. Był trzykrotnie żonaty: z aktorkami Mae Murray i Irene Fenwick oraz z Dolly Fleischmann.
Zmarł na zawał serca.